# Fairfield (Wellington)
Fairfield est une banlieue est de la ville de Lower Hutt, située dans la région de Wellington, dans le sud de l’île du Nord de la Nouvelle-Zélande.